# Diloba orbimaculata
Diloba orbimaculata är en fjärilsart som beskrevs av Embrik Strand 1903. Diloba orbimaculata ingår i släktet Diloba och familjen nattflyn. Inga underarter finns listade i Catalogue of Life.